# Anu Nieminen
Anu Weckström-Nieminen (ur. 16 grudnia 1977 w Helsinkach) – fińska badmintonistka, czterokrotna uczestniczka igrzysk olimpijskich, w 2000, 2004, 2008 i 2012.
Jej mąż – Jarkko Nieminen jest tenisistą.